# Gée-Rivière
Gée-Rivière è un comune francese di 52 abitanti situato nel dipartimento del Gers nella regione dell'Occitania.

## Società

### Evoluzione demografica
Abitanti censiti